# نورمن ریلی رین
نورمن ریلی رین (انگلیسی: Norman Reilly Raine؛ زاده ۲۳ ژوئن ۱۸۹۴ درگذشته ۱۹ ژوئیهٔ ۱۹۷۱) یک فیلم‌نامه‌نویس اهل ایالات متحده آمریکا بود.

## براد وی(بهانگلیسی:Broadway)
رین تئاتر براد وی را در سال ۱۹۳۳ تجربه کرد. به همراهی فرانک باتلر او نمایشنامه ای با عنوان هنگمنز ویپ (به انگلیسی: Hangman's Whip) را نوشتند و دو تن از بازیگران معروف با اسامی مونتاگو لاو و بارتون مکلین نقش های اصلی را داشتند.